# Persone di cognome Weiss
| Questa pagina contiene informazioni ricavate automaticamente dalle voci biografiche con l'ausilio del template Bio e di un bot. L'aggiornamento è periodico e automatico e ricostruisce completamente la pagina. Se manca una persona in questa lista, sei pregato di non aggiungerla, ma accertati piuttosto che la sua voce biografica contenga il template Bio e che i dati anagrafici siano correttamente compilati. Se il template Bio manca, inseriscilo tu stesso o, in alternativa, metti l'avviso {{tmp\|Bio}} che ne segnala la mancanza. Se i dati riportati sono sbagliati, correggi direttamente la voce biografica; le modifiche saranno visibili in questa lista entro pochi giorni. Per chiarimenti vedi il progetto antroponimi. La lista contiene solo le 56 persone che sono citate nell'enciclopedia e per le quali è stato implementato correttamente il template Bio. Pagina aggiornata al 23 giu 2025. |

Questa è una lista di persone presenti nell'enciclopedia che hanno il cognome Weiss, suddivise per attività principale.

## Allenatori di calcio(1)
- Vladimír Weiss, allenatore di calcio e ex calciatore slovacco (Bratislava, n. 1964)

## Allenatori di sci alpino(1)
- Angelo Weiss, allenatore di sci alpino e ex sciatore alpino italiano (Trento, n. 1969)

## Alpiniste(1)
- Tiziana Weiss, alpinista italiana (Trieste, n. 1952 - Verona, † 1978)

## Attivisti(1)
- Yaakov Weiss, attivista cecoslovacco (Nové Zámky, n. 1924 - Acri, † 1947)

## Attori(5)
- Simon Oakland, attore e violinista statunitense (New York, n. 1915 - Cathedral City, † 1983)
- Jonathan Taylor Thomas, attore statunitense (Bethlehem, n. 1981)
- Helmut Weiss, attore, regista e sceneggiatore tedesco (Gottinga, n. 1907 - Berlino, † 1969)
- Michael T. Weiss, attore statunitense (Chicago, n. 1962)
- Darian Weiss, attore statunitense (Los Angeles, n. 1992)

## Bassi(1)
- Willoughby Weiss, basso e compositore inglese (Liverpool, n. 1820 - Londra, † 1867)

## Batteriste(1)
- Janet Weiss, batterista statunitense (Hollywood, n. 1965)

## Biatleti(1)
- Luigi Weiss, ex biatleta e scialpinista italiano (Vattaro, n. 1951)

## Calciatori(5)
- Gottlob Weiss, calciatore argentino (n. 1886 - Temperley, † 1946)
- Heinz Weiss, ex calciatore austriaco (n. 1959)
- Josef Weiss, calciatore austriaco
- Vladimír Weiss, calciatore e allenatore di calcio cecoslovacco (Vrútky, n. 1939 - † 2018)
- Vladimír Weiss, calciatore slovacco (Bratislava, n. 1989)

## Cantanti(1)
- Wincent Weiss, cantante tedesco (Bad Oldesloe, n. 1993)

## Cantautori(1)
- George David Weiss, cantautore e compositore statunitense (New York, n. 1921 - Oldwick, † 2010)

## Cantautrici(1)
- Allison Weiss, cantautrice statunitense (Grosse Pointe, n. 1987)

## Cestisti(1)
- Bob Weiss, ex cestista e allenatore di pallacanestro statunitense (Easton, n. 1942)

## Ciclisti su strada(1)
- Fabian Weiss, ciclista su strada e pistard svizzero (Sulz, n. 2002)

## Compositori(1)
- Sylvius Leopold Weiss, compositore e liutista tedesco (Grottkau, n. 1686 - Dresda, † 1750)

## Compositori di scacchi(1)
- Ottmar Weiss, compositore di scacchi austriaco (Brno, n. 1861 - Vienna, † 1942)

## Fisici(2)
- Pierre-Ernest Weiss, fisico francese (Mulhouse, n. 1865 - Lione, † 1940)
- Rainer Weiss, fisico tedesco (Berlino, n. 1932)

## Fotografe(1)
- Sabine Weiss, fotografa svizzera (Saint-Gingolph, n. 1924 - Parigi, † 2021)

## Generali(2)
- Pierre Weiss, generale, aviatore e scrittore francese (Nancy, n. 1889 - Antibes, † 1970)
- Walter Weiss, generale tedesco (Deggendorf, n. 1890 - Aschaffenburg, † 1967)

## Giornaliste(1)
- Louise Weiss, giornalista, politica e scrittrice francese (Arras, n. 1893 - Parigi, † 1983)

## Imprenditori(1)
- Manfréd Weiss, imprenditore ungherese (Pest, n. 1857 - Budapest, † 1922)

## Matematici(1)
- Ernst August Weiss, matematico tedesco (Strasburgo, n. 1900 - Lago Il'men', † 1942)

## Militari(1)
- Hans Weiss, militare e aviatore tedesco (Hof, n. 1892 - Méricourt, † 1918)

## Modelle(1)
- Gaia Weiss, modella e attrice francese (Parigi, n. 1991)

## Pattinatori artistici su ghiaccio(1)
- Michael Weiss, ex pattinatore artistico su ghiaccio statunitense (Washington, n. 1976)

## Pianisti(1)
- Orion Weiss, pianista statunitense (Lyndhurst, Ohio, n. 1981)

## Pittori(1)
- Wojciech Weiss, pittore e disegnatore polacco (Leorda, n. 1875 - Cracovia, † 1950)

## Politici(1)
- Shevah Weiss, politico, politologo e diplomatico polacco (Borysław, n. 1935 - Tel Aviv, † 2023)

## Presbiteri(1)
- Liberato Weiss, presbitero tedesco (Konnersreuth, n. 1675 - Gondar, † 1716)

## Produttori cinematografici(1)
- Schuyler Weiss, produttore cinematografico australiano

## Psichiatri(2)
- Brian Weiss, psichiatra, parapsicologo e personaggio televisivo statunitense (New York, n. 1944)
- Edoardo Weiss, psichiatra e psicoanalista italiano (Trieste, n. 1889 - Chicago, † 1970)

## Registe(1)
- Maja Weiss, regista e sceneggiatrice slovena (Novo mesto, n. 1965)

## Registi(3)
- Glenn Weiss, regista televisivo e produttore televisivo statunitense (n. 1961)
- Jiří Weiss, regista cecoslovacco (Praga, n. 1913 - Santa Monica, † 2004)
- Robert K. Weiss, regista, produttore cinematografico e sceneggiatore statunitense

## Sceneggiatori(1)
- D. B. Weiss, sceneggiatore e scrittore statunitense (Chicago, n. 1971)

## Sceneggiatrici(1)
- Lizzy Weiss, sceneggiatrice e produttrice televisiva statunitense (Los Angeles, n. 1971)

## Sciatori alpini(1)
- Evan Weiss, ex sciatore alpino statunitense (n. 1984)

## Sciatrici alpine(1)
- Catharina Weiss, sciatrice alpina e cestista tedesca (Stoccarda, n. 2000)

## Scrittori(3)
- Daniel Evan Weiss, scrittore statunitense (New York, n. 1953)
- Ernst Weiss, scrittore austriaco (Brno, n. 1882 - Parigi, † 1940)
- Peter Weiss, scrittore e drammaturgo tedesco (Nowawes, n. 1916 - Stoccolma, † 1982)

## Tennisti(1)
- Robbie Weiss, ex tennista statunitense (Chicago, n. 1966)

## Tipografi(1)
- Josef Weiss, tipografo e editore svizzero (Romanshorn, n. 1944 - Mendrisio, † 2020)

## Trombettisti(1)
- Jerry Weiss, trombettista statunitense (New York, n. 1946)